# قرار مجلس الأمن التابع للأمم المتحدة رقم 34
قرار مجلس الأمن التابع للأمم المتحدة رقم 34، الصادر في 15 سبتمبر 1947، أزال النزاعات بين اليونان وألبانيا ويوغوسلافيا وبلغاريا من جدول أعمال المجلس.
تمت الموافقة على القرار بأغلبية تسعة أصوات مقابل صوتين (بولندا والاتحاد السوفيتي) معارضين.